# 丹麥的瓦爾德瑪王子
瓦尔德马王子（丹麥語：Prins Valdemar af Danmark；1858年10月27日—1939年1月14日），是丹麦国王克里斯蒂安九世和路易絲王后最小的孩子。